# Guilherme Santos (Futebolista)
Guilherme Oliveira Santos, mais conhecido como Guilherme Santos (Jequié, 5 de fevereiro de 1988), é um futebolista brasileiro que atua como Lateral esquerdo. Atualmente joga pelo Brasiliense.

## Carreira
Guilherme foi revelado pelas categorias de base do Vasco da Gama, e rapidamente chamou a atenção do Almería da Espanha, ainda no velho continente  o mesmo teve uma rápida passagem pelo Valladolid.
Em seu retorno ao Brasil assinou com o Atlético Mineiro, porém foi emprestado para vários times na sequência, entre eles o Santos e o Atlético Goianiense.
Em 2015 teve passagem pelo Criciúma e no ano seguinte pelo Sampaio Corrêa.
Em 2019 tem uma boa temporada com o Paraná alcançando a titularidade, assinando com o Botafogo no ano seguinte, porém com o péssimo momento do time amargando a lanterna do campeonato brasileiro, o mesmo se transferiu pro Juventude em 2021.
Em 2025 acerta com Brasiliense para seguimento da temporada.

## Títulos
Bahia
- Campeonato Baiano: 2014

Botafogo
- Campeonato Brasileiro de Futebol - Série B: 2021